# Un commissario a Roma
Un commissario a Roma è una serie televisiva italiana del 1993, coprodotta dalla Rai, dal quotidiano La Repubblica e dalle reti francesi France 3 e TF1.

## Trama
Il commissario Franco Amidei, vice questore della Polizia a Roma, divide il suo tempo tra le inchieste e la famiglia, composta dalla moglie Renata e dalle due figlie, una delle quali sposata e con un figlio nero.
Il lavoro del commissario si intreccia spesso con le vicende private, nella sua costante opera di indagine e pacificazione dei familiari, spesso aiutato dall'amichevole collaborazione dei sottoposti.

## Critiche
Nonostante il buon successo di pubblico, la serie fu pesantemente criticata da Aldo Grasso che la definì «una serie poliziesca di scarso valore e di modesto fascino: la qualità fotografica è dimessa (...) la recitazione scorre via con sufficienza, le trame si srotolano con prevedibilità.»
La serie fu al centro anche di varie polemiche, basate sull'evidente pubblicità occulta del quotidiano la Repubblica, coproduttore dell'opera.

## Episodi
1. Una chiave, regia di Luca Manfredi, trasmesso il 21 febbraio 1993.
2. Una trama di polvere, regia di Ignazio Agosta, trasmesso il 28 febbraio 1993.
3. Expertise, regia di Luca Manfredi, trasmesso il 7 marzo 1993.
4. Samba, regia di Ignazio Agosta, trasmesso il 14 marzo 1993.
5. Segreti d'ufficio, regia di Luca Manfredi, trasmesso il 21 marzo 1993.
6. Senza colpevole, regia di Ignazio Agosta, trasmesso il 28 marzo 1993.
7. Specchio d'acqua, regia di Roberto Giannarelli, trasmesso il 4 aprile 1993.
8. Firmato Erika, regia di Ignazio Agosta, trasmesso il 11 aprile 1993.
9. Una macchia di tè (prima parte), regia di Luca Manfredi, trasmesso il 18 aprile 1993.
10. Una macchia di tè (seconda parte), regia di Luca Manfredi, trasmesso il 25 aprile 1993.